# МР-654К
МР-654К — пневматичний пістолет. Газобаллонний аналог пістолету Макарова.
Використовується для отримання перших навичок в поводженні зі зброєю та розважальної стрільби. Зовнішній вигляд практично повністю відповідає вигляду ПМ. Для стрільби застосовуються сферичні кульки калібру 4,5 мм, та 8 або 12 грамові балончики з СО2.